# حيز تشريحي
الحيز (بالإنجليزية: spatium أو anatomic space)‏ هي عبارة عن الحيز في علم التشريح، وغالبًا ما تكون علامات لإيجاد البنى الهامة الأخرى.
قد يستخدم لفظ الحفرة مرادفا للحيز في أحيان كثيرة.

## الأمثلة
- حيز إبطي
- حيز شدقي أو مبوقي
- حيز نابي أو حفرة نابية
- حيز كبدي صفراوي
- حيز عجاني عميق
- حيز صدغي عميق
- حيز فوق الجافية
- حيز خارج الصفاق
- حيز الرأس والعنق اللفائفي
- حيز تحت الصدغ
- حيز وربي أو بين الأضلاع
- حيز بين الأغشية
- حيز خلالي
- حيز ذقني
- حيز تاموري
- حيز داخل الصفاق
- حيز جنبي
- حيز كامن
- حيز جناحي فكي
- حيز مربعي
- حيز خلق الصفاق
- حيز خلف البلعوم
- حيز خلف العانة
- حيز تحت العنكبوتية
- حيز تحت الجافية
- حيز تحت اللسان
- حيز تحت الفك السفلي
- حيز تحت الماضغة
- حيز هلالي أو حيز تراوبي

## طالع أيضًا
- حيز (تشريح)
- حفرة (تشريح)